# Oxira innocua
Oxira innocua är en fjärilsart som beskrevs av Walker 1858. Oxira innocua ingår i släktet Oxira och familjen nattflyn. Inga underarter finns listade i Catalogue of Life.